# Kościół Podwyższenia Krzyża Świętego w Jeleniej Górze
Kościół pw. Podwyższenia Krzyża Świętego w Jeleniej Górze (dawniej: Kościół Łaski Pod Krzyżem Chrystusa, Kościół Garnizonowy) – dawny ewangelicki kościół łaski, po II wojnie światowej i wysiedleniu ludności niemieckiej przejęty przez państwo i przekazany Kościołowi katolickiemu. Znajduje w Jeleniej Górze przy ulicy 1 Maja.
Otoczony jest parkiem z 19 kaplicami grobowymi patrycjatu miejskiego powstałymi w latach 1717–1770 tj. okresie ożywionego handlu lnem. 

## Historia

### Okres ewangelicki
Kościół Łaski Pod Krzyżem Chrystusa był największym spośród sześciu luterańskich Kościołów Łaski. Ukończenie budowy zlecono do 1709 roku. Architektem świątyni był Martin Frantz, który zaprojektował kościół w stylu barokowym na planie krzyża greckiego z płaską kopułą w centrum otoczoną czterema wieżyczkami wzorowany na kościele Katarzyny Wazówny w Sztokholmie. Tuż po wybudowaniu długość razem z pomieszczeniem na zakrystię wynosiła około 74 metry, a wysokość, łącznie z krzyżem na szczycie kopuły – 57 metrów. Świątynia otrzymała bogate wyposażenie wnętrza, na które składają się m.in. freski w nawie głównej pędzla Felixa Antona Schefflera, freski Johanna Franza Hoffmanna w sklepieniu kopuły i nawach poprzecznych.
Stojąca na skrzyżowaniu naw ambona, ufundowana przez Melchiora Bertholda, została wykonana z jednego bloku piaskowca w 1717 roku. Ołtarz został wybudowany w 1727 roku i ma charakter budowli jednokondygnacyjnej. Nad nim mieści się, wybudowany również w 1727 roku prospekt organowy, będący pozostałością po organach Michaela Rödera z Berlina, a za nim organy z 1905 roku (wybudowane przez świdnicką firmę Schlag & Söhne), które obecnie posiadają 4571 piszczałek, podzielonych pomiędzy 3 manuały i pedał oraz pokaźną sekcję perkusyjną (dzwonki oraz Pauken). 
Kościół posiada 4020 miejsc siedzących, drugie tyle osób może stać. W 1745 roku w kościół uderzył piorun, co spowodowało zerwanie liny podtrzymującej „daszek” ambony, który spadając zabił pastora wygłaszającego kazanie (na południowej elewacji świątyni jest zachowane epitafium pastora z wizerunkiem pioruna uderzającego w ambonę).
16 listopada 1806 spłonęły dach, wieże i kopuła kościoła. Zniszczenia usuwano do 1811 roku.

### Okres katolicki
Po II wojnie światowej i wysiedleniu ludności niemieckiej kościół został przejęty przez państwo i przekazany Kościołowi katolickiemu. 

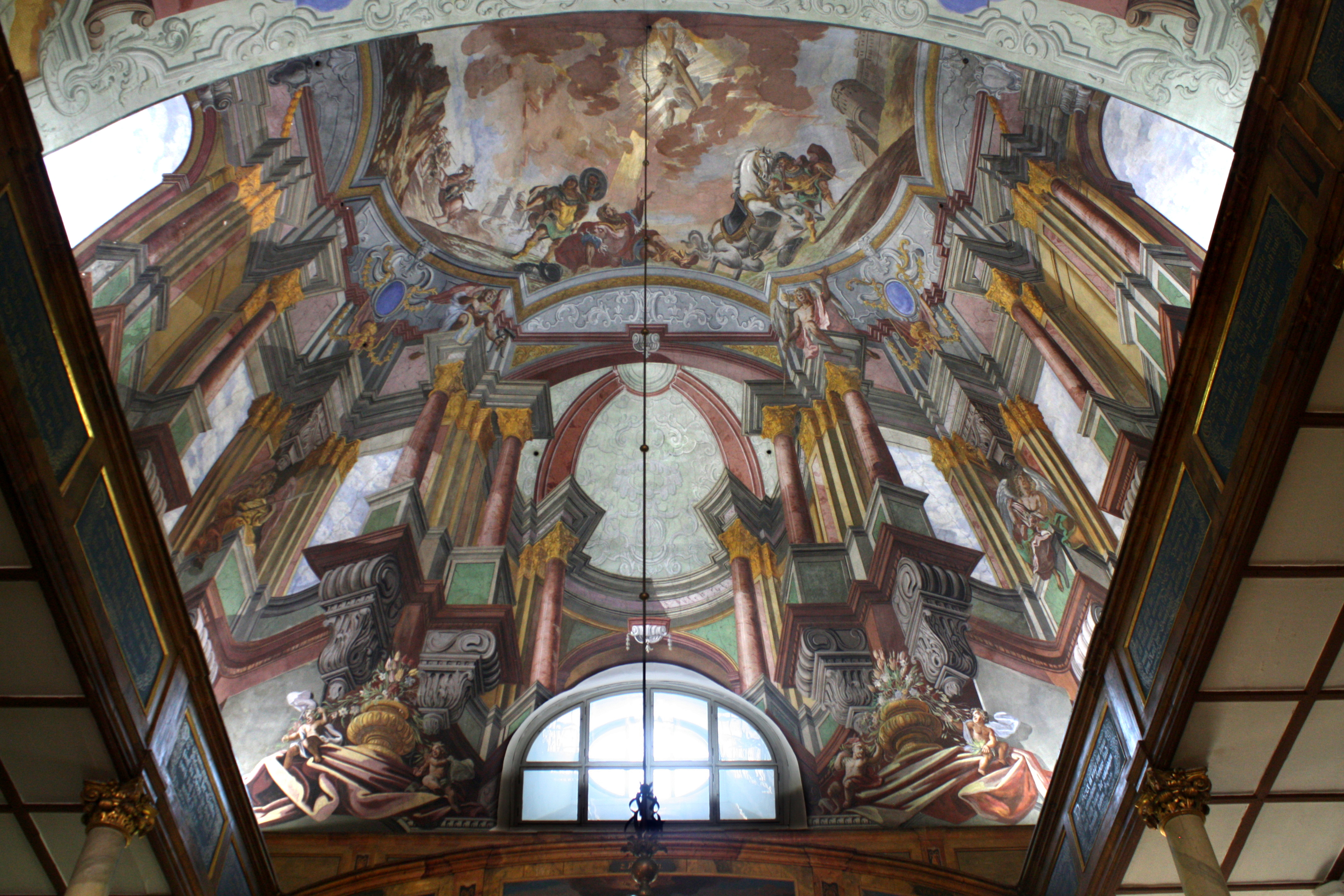
Malowidła na sklepieniach
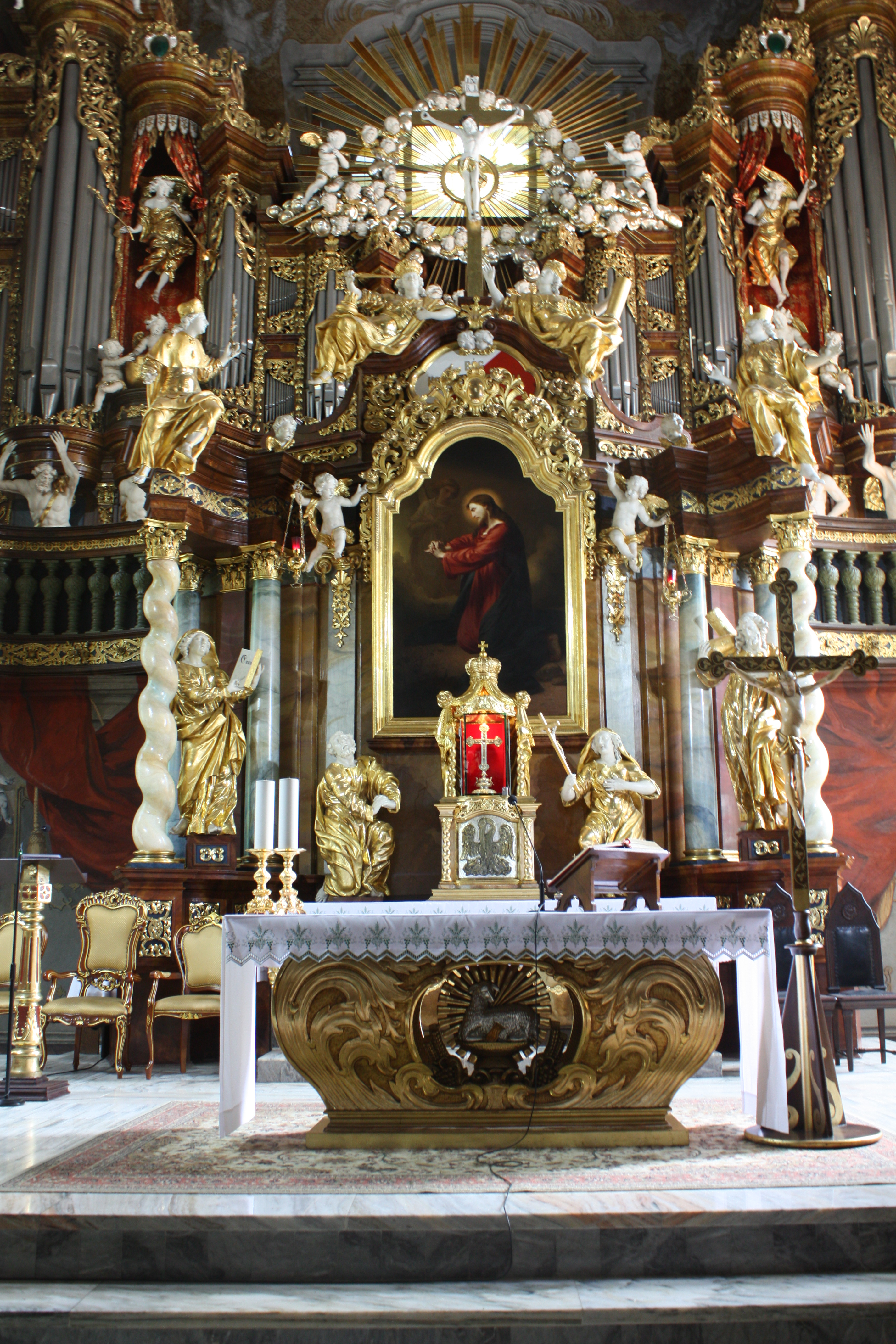
Ołtarz główny
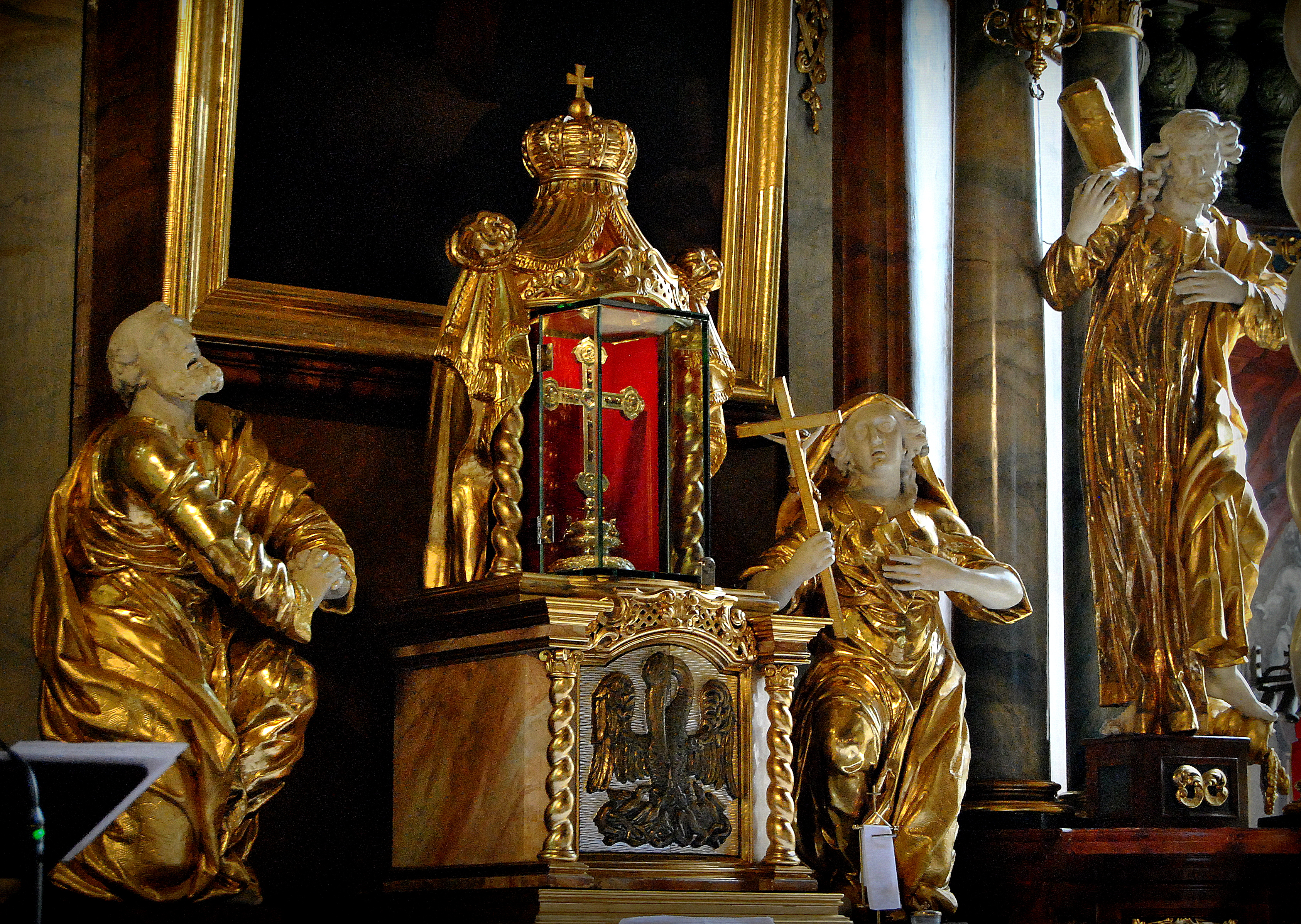
Tabernakulum
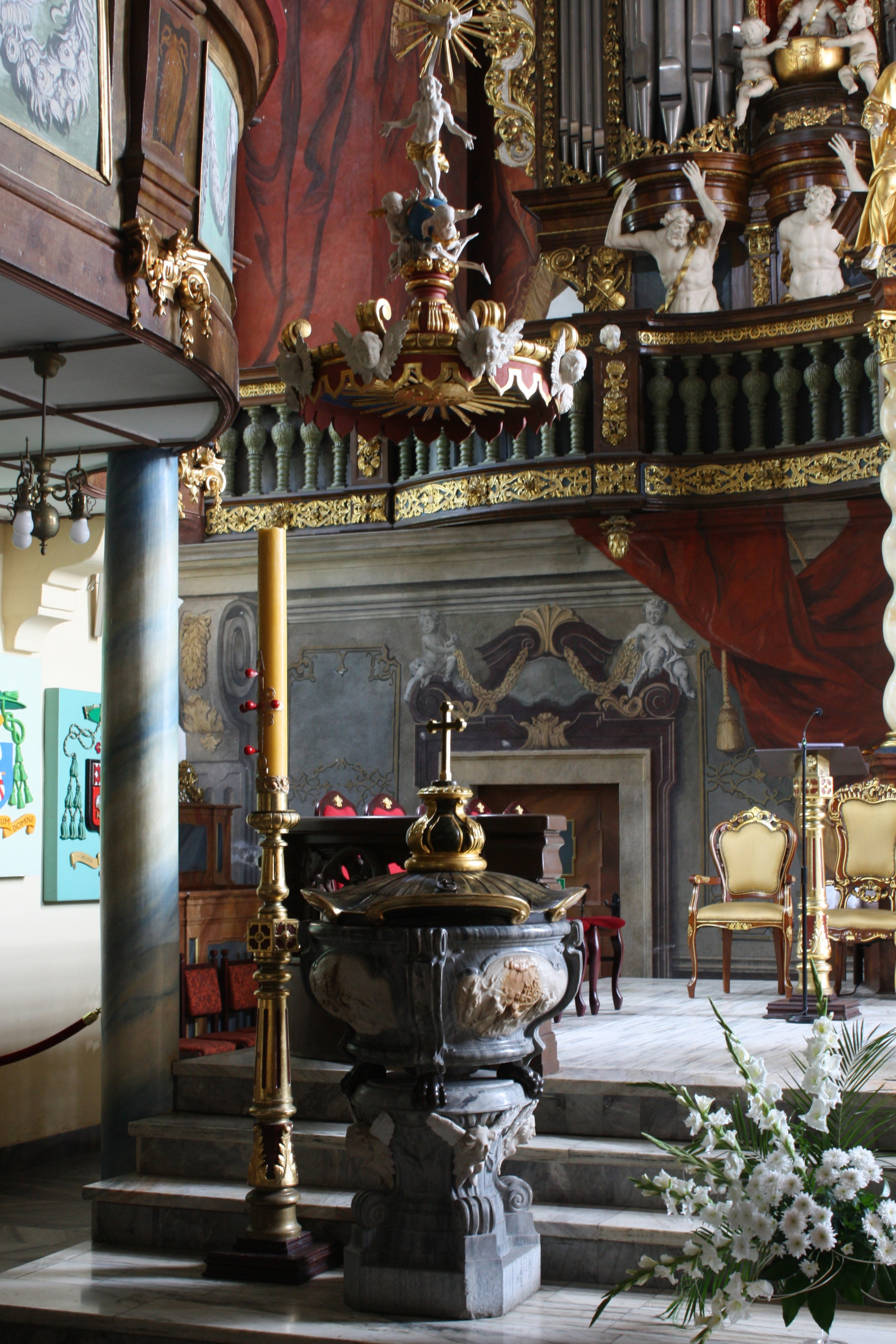
Chrzcielnica